# Conférence de Genève de 1996 sur les changements climatiques
Pour les articles homonymes, voir COP 2.
La Conférence de Genève de 1996 sur les changements climatiques, ou COP2, est la deuxième Conférence des parties organisée par  l'Organisation des Nations unies pour le Climat. Elle s'est tenue du 8 au 19 juillet à Genève en Suisse, réunissant les pays signataires de la Convention-cadre des Nations unies sur les changements climatiques (CCNUCC).

## Contexte
Le deuxième rapport d'évaluation du GIEC sert de référence aux travaux de la conférence. Il présente une étude scientifique des changements climatiques et une évaluation complète sur la base des données connues jusqu'en 1995, avec une mise à jour des données correspondantes dans les rapports précédents. Ce rapport affirme que :
- les concentrations de gaz à effet de serre ont continué d'augmenter ;
- les aérosols d'origine humaine ont tendance à produire un forçage radiatif négatif ;
- le climat a évolué au cours des cent dernières années ;
- un faisceau d'éléments suggère qu'il y a une influence perceptible de l'homme sur le climat global.
- on s'attend à ce que le climat continue d'évoluer, mais les incertitudes restent nombreuses.

## Organisation et déroulement

### Participants
1 500 personnes se sont réunies à Genève pour la conférence.

### Déroulement
Selon un scientifique observateur critique participant[Lequel ?], très peu de choses se sont passées lors de cette conférence, les parties n’ayant même pas réussi à se mettre d'accord sur la procédure de vote. Nombre de diplomates se sont sentis impuissants, car une grande partie de l'ordre du jour de la conférence n'avait pas pour but premier, selon lui, de favoriser une solution politique et de sauver les pays vulnérables, mais d'apaiser les intérêts commerciaux internationaux. Le lobby industriel était en effet là en force, beaucoup sous la bannière de la Global Climate Coalition. Un mois avant la conférence, la CCG avait adressé au président américain une lettre signée par les dirigeants de nombreuses grandes entreprises américaines, dont les géants des combustibles fossiles, exigeant que les États-Unis ne fassent rien dans les négociations. Ils étaient également à l'origine d'une campagne visant à remettre en cause l'intégrité des scientifiques du GIEC et à nier ainsi la réalité du changement climatique, et ont également diffusé des informations trompeuses aux pays en développement concernant l'effet des réductions d'émissions sur leurs marchés d'exportation. En réponse, les lobbyistes environnementaux ont consacré la majeure partie de leurs efforts, non pas à la recherche de solutions politiques à long terme, mais à l'attaque des tactiques de blocage des hommes d'affaires,.

## Décisions
19 décisions sont prises lors de cette conférence,.

### Déclaration de Genève
La Conférence des Parties est conclue par la « Déclaration de Genève » qui reflète une déclaration de position des États-Unis présentée par Timothy Wirth, ancien sous-secrétaire aux affaires mondiales du département d'État des États-Unis. Les parties adhèrent aux conclusions du GIEC, rejettent les "politiques harmonisées" uniformes en faveur de la flexibilité et demandent des « objectifs à moyen terme juridiquement contraignants et des diminutions significatives des émissions de gaz à effet de serre »,